# Inmigración suiza en Argentina
La inmigración suiza en Argentina es el movimiento migratorio de ciudadanos provenientes de la Confederación Suiza hacia la República Argentina. La migración de helvéticos en Argentina ha sido una de las corrientes más destacadas, no solo en cantidad, sino también por su integración, su aporte y su contribución al poblamiento del país, especialmente en la región pampeana, así como en el resto del país donde se han formado numerosos asentamientos suizos.
Según datos del Archivo General de la Nación Argentina, entre 1857 y 1924 emigraron a la Argentina 37.017 suizos, que se asentaron principalmente en las provincias de Córdoba, Santa Fe y Mendoza y, en menor medida, en provincias como Buenos Aires y Misiones. En 1856, se fundó en Santa Fe, la colonia agrícola Esperanza, la madre de colonias agrícolas en Argentina, y así comenzó un largo proceso de colonización europea e inmigración en suelo argentino.
Hoy en día, se encuentra en Argentina la comunidad más grande de suizos en América Latina, en donde habitan más de 15,000 ciudadanos suizos.

## Historia, asentamientos y colonias

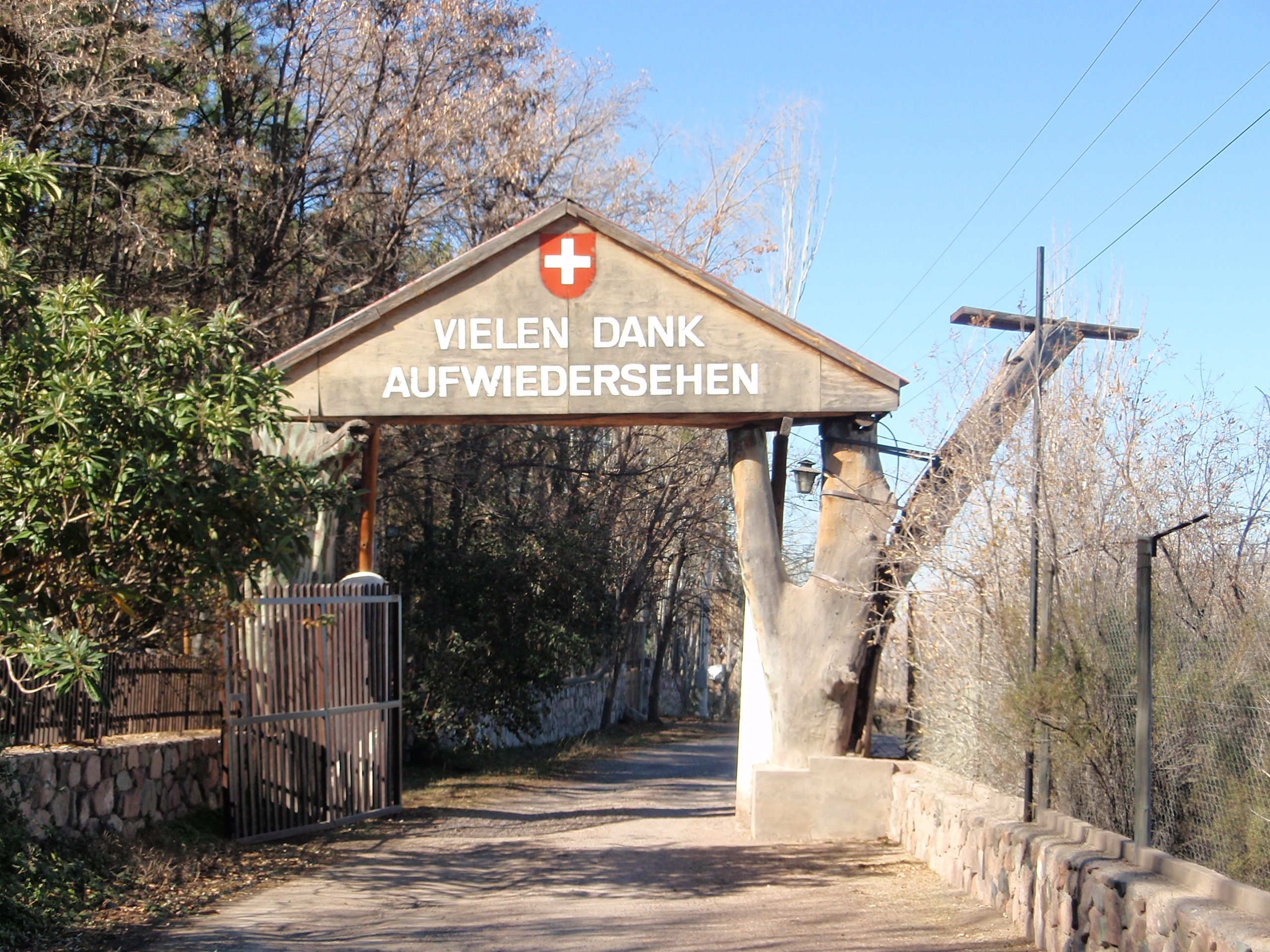
Colonia Suiza en Mendoza, Argentina.

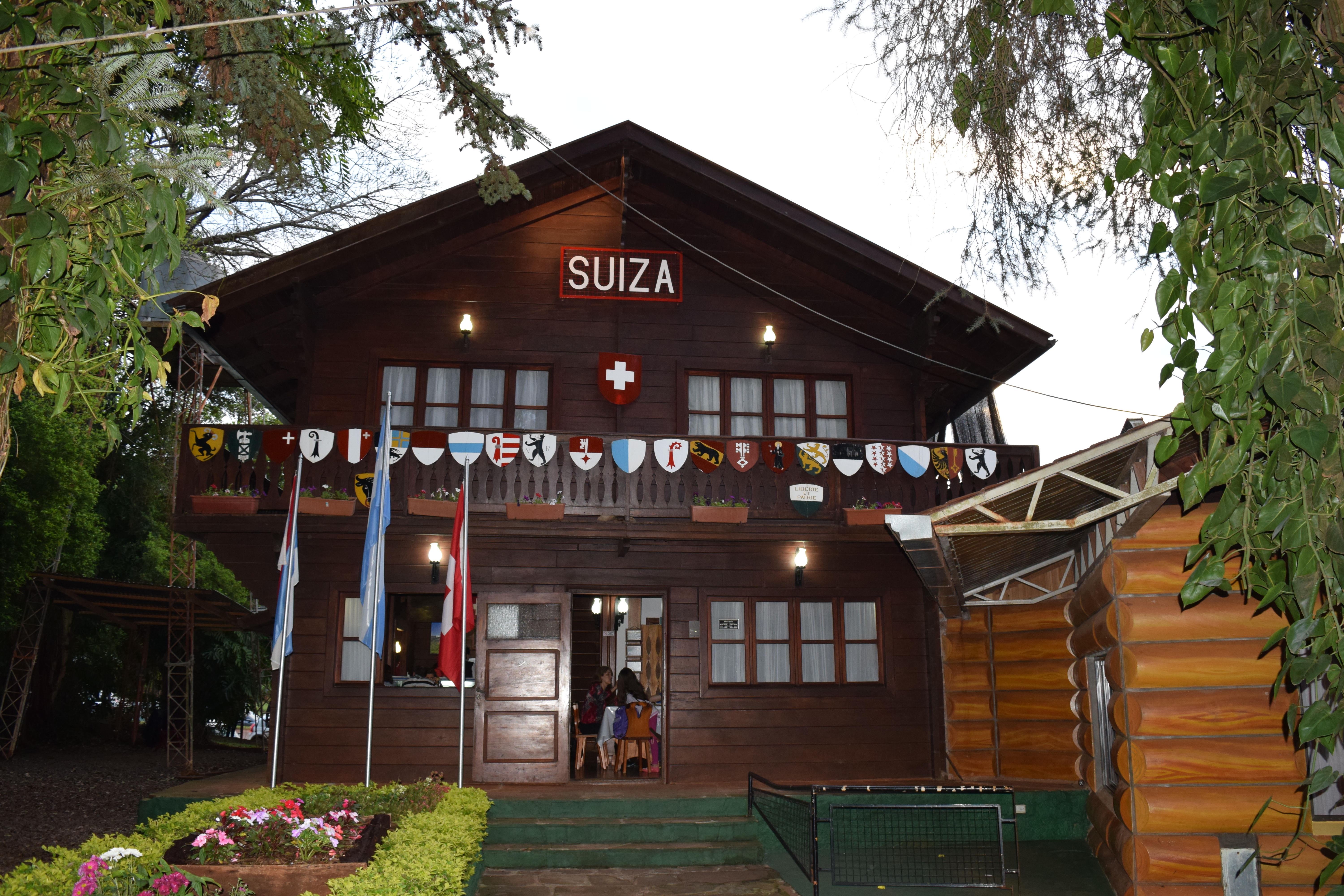
Casa de la colectividad suiza en Oberá en 2014.

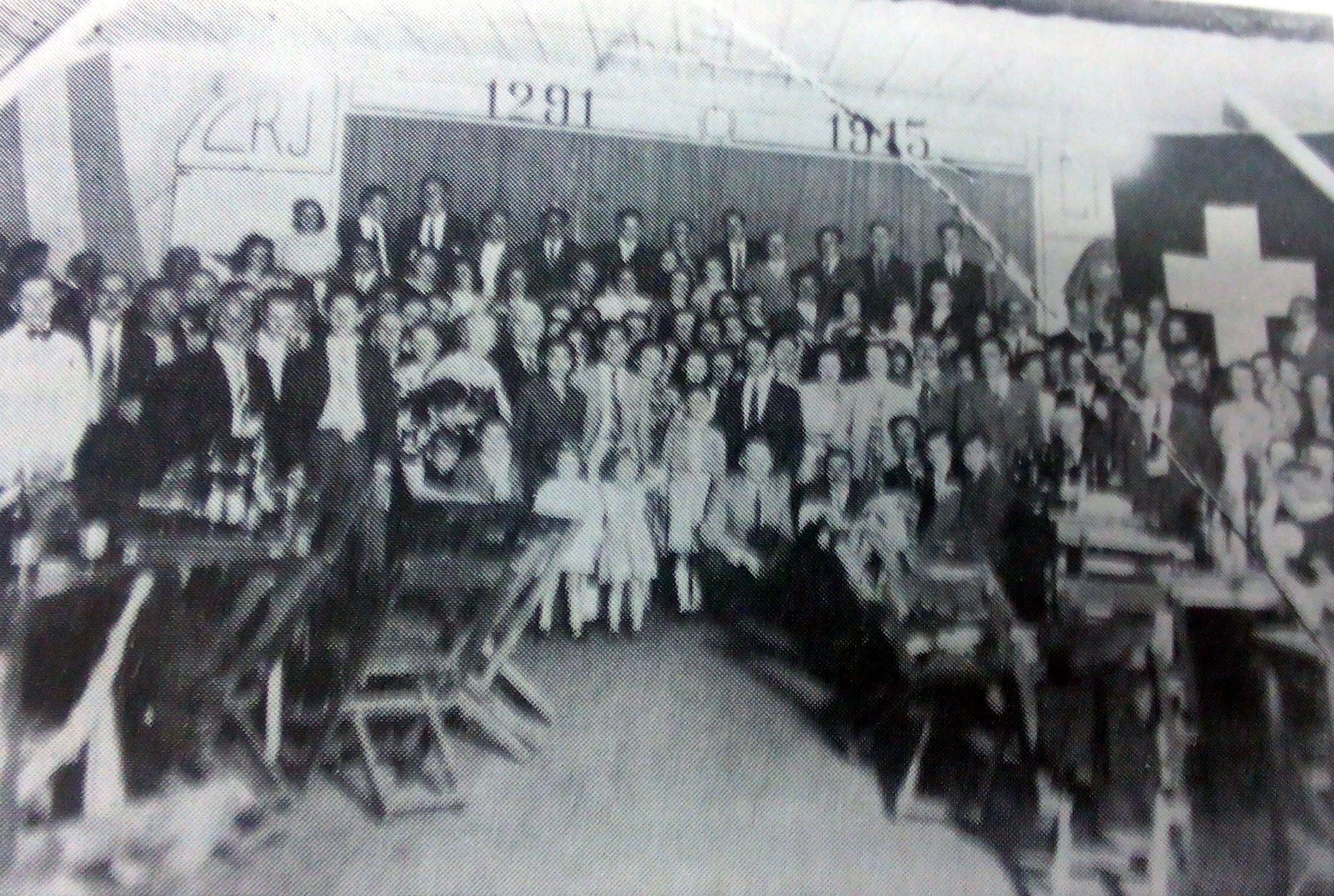
Fiesta de la Colectividad Suiza de Oberá en el año 1945.

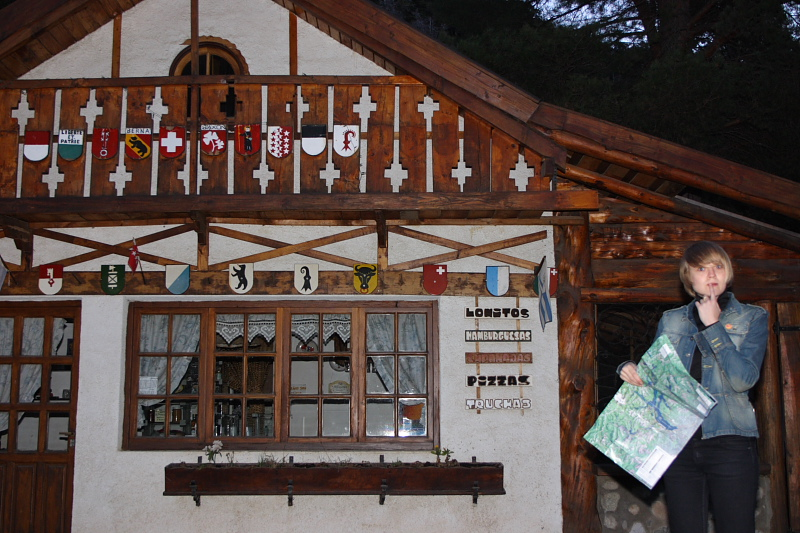
Casa de té en Colonia Suiza, Río Negro.

En febrero de 1856 llegó a la provincia de Santa Fe el primer grupo con un total de 421 colonos europeos y para el mes de junio ya se habían establecido alrededor de 200 familias de agricultores, unas 1.400 personas, de las cuales más del 50% eran suizos de habla francesa y alemana. La primera colonia fundada por estos colonos suizos se llamó Esperanza, siendo esta la principal y más grande colonia suiza en Argentina. Las concesiones se adjudicaron por sorteo y en 1862 se dio entrega de la propiedad definitiva a sus nuevos ocupantes.
No menos importante fue la fundación de San Jerónimo Norte por inmigrantes suizos emigrados del pueblo Visperterminen en el cantón del Valais y traídos por Ricardo Foster y Lorenzo Bodenmann en 1858. Luego continuaron arribando más compatriotas del mismo cantón y con posterioridad se agregaron algunos alemanes, franceses e italianos.
El principal motivo de la emigración suiza fue el cierre de fronteras provocado por las Guerras Napoleónicas que redujo las fuentes de recursos para las regiones suizas más pobres. También hacia mediados de los años 1800 un embalse en el río Rodano se rompió, arrasando con sembradíos, ganado, viviendas e incluso población. El país también sufría de hambruna por las pocas tierras cultivables. La mayoría de los inmigrantes suizos provenían de los cantones rurales.
Asimismo, la provincia de Entre Ríos recibió una gran cantidad de inmigrantes suizos, especialmente aquellos provenientes de la Suiza romanda. Muchos de estos franco-suizos junto a inmigrantes franceses contribuyeron con la fundación de varias colonias en dicha provincia. En 1857 se fundó la primera colonia agrícola-ganadera en Entre Ríos: San José bajo el amparo del entonces presidente Justo José de Urquiza. Sus habitantes hablaban francés, italiano y/o alemán y algunos eran católicos y otros protestantes. Se introdujeron normas de convivencia democrática y se ensayó el sufragio secreto por primera vez en la historia argentina. Otra colonia fue la de Villa Urquiza conformada por familias de suizos que tenían como destino original la provincia de Corrientes.
En 1869 se fundó Grutly y luego Santa María, Colonia Nueva y Rivadavia, con inmigrantes suizos e italianos. En Río Negro hay un pueblo llamado Colonia Suiza donde el asentamiento suizo se formó a finales del siglo XIX. A la ciudad de Bariloche y sus alrededores llegaron suizos que habían pasado más de una década en Chile.
Uno de los principales pioneros en la colonización fue el germano-suizo Guillermo Lehmann (hijo de padres suizos, nacido en Sigmaringendorf, Baden-Wurtemberg), quien fundó varios pueblos y ciudades entre 1870 y 1880, con Rafaela (Santa Fe) como uno de los asentamientos más importantes.
En 1872, el inspector colonial Guillermo Wilcken registró 16.678 habitantes extranjeros distribuidos en 34 colonias en las provincias de Santa Fe, Entre Ríos y Córdoba. De esta cifra, 5.957 eran colonos suizos, seguidos por italianos, "nuevos argentinos" (hijos de colonos extranjeros y extranjeros naturalizados), franceses y alemanes. Mientras tanto, un informe del Consulado Suizo de la misma fecha indica un total de 10.000 residentes suizos en Argentina; con alrededor de 2.000 viviendo en Buenos Aires.
Uno de los principales factores que favorecieron el asentamiento de los inmigrantes en el interior del país fue el ferrocarril. Así surgieron las localidades y colonas de Roldán (originalmente Bernstadt, que en alemán significa «Ciudad de Berna», capital de Suiza), Carcarañá, Cañada de Gómez, Tortugas, Armstrong, San Javier, Romang (fundada como Colonia Mal Abrigo), entre otras.
Hubo pequeños contingentes de suizos arribados a Rosario, Ciudad de Córdoba, provincia de Tucumán, provincia de Mendoza, Mar del Plata y Bahía Blanca.
Un ejemplo de la inmigración suiza en la provincia de Buenos Aires es el de la colonia suiza de Baradero. Dicha colonia fue establecida en 1856 por cinco familias de labradores provenientes de Châtel-Saint-Denis, cantón de Friburgo. Baradero está hermanada con Châtel-Saint-Denis desde febrero de 2006.
Otro ejemplo es la localidad de Helvecia fundada en la provincia de Santa Fe en 1865 que lleva el nombre de la Confederación Helvética, nombre oficial de Suiza, debido a que el fundador del pueblo, Teófilo Romang, y el agrimensor que realizó el trazado de las calles, Pedro Branslow, eran inmigrantes suizos. La localidad fue fundada junto a un grupo de inmigrantes suizos que se desprendieron de la localidad de Esperanza.
Hacia fines del siglo XIX, habitantes de algunas colonias suizas santafesinas se levantaron contra la autoridad provincial (acusada de corrupción) en defensa de sus derechos. Esto llevó a que el Estado Argentino controle el asentamiento de colonias para evitar un posible separatismo.
Luego de la Primera Guerra Mundial ocurrió otra inmigración suiza que se instaló en la región circundante al lago Nahuel Huapi (en las provincias de Río Negro y Neuquén), y en las provincias de Mendoza, Misiones y Chaco. Estas comunidades fueron menores a las de Santa Fe y Entre Ríos.
Durante la década de 1930 llegaron suizos a las localidades de Montecarlo y Puerto Rico en Misiones. En 1937 los gobiernos de Argentina y Suiza firmaron un convenio de inmigración y colonización, donde el consulado suizo en Buenos Aires ubicó unos 400 suizos en dicha provincia.

## Cifras
Para 1882 ya existían más de 30 colonias suizas. Entre 1883 y 1889 se registró la máxima llegada de suizos hacia Argentina, decayendo bruscamente en 1890. En 1890 se contabilizaron unos 30.000 suizos en la Argentina, de los cuales algunos ya tenían la doble nacionalidad suiza-argentina.
Hacia 1940 el 33% de los suizos residentes en la Argentina era ya propietario de alguna vivienda. Además, el 35% de los suizos llegados entre 1857 y 1890, regresó a Suiza. La cifra llegó a alcanzar el 52% de los inmigrantes. La crisis política, económica y social en Argentina acentuada en 2001, provocó un movimiento migratorio temporal de argentinos descendientes de suizos hacia Suiza. Algunos retornaron en años posteriores.

## Regiones de origen

### Romandía (Suiza francesa)

#### Valais

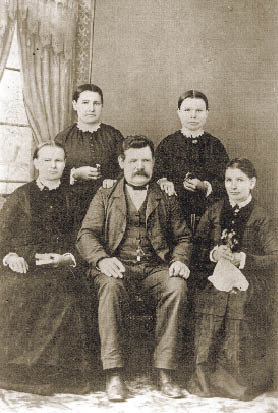
Inmigrantes valesanos en San Jerónimo Norte, Santa Fe.

En Argentina existen comunidades de inmigrantes y organizaciones de descendientes, originarias del Cantón del Valais que mantienen vínculos estrechos con la población del cantón desde 1989. De hecho, la mayoría de los inmigrantes suizos llegados a la Argentina provenían de dicho cantón. Se estima que un 85% de los valesanos que emigraron, eligió Sudamérica como destino, de los cuales el 70% se radicó en Argentina. Otras cifras indican que más de 17.000 de los más de 35.000 suizos arribados al puerto de Buenos Aires (es decir un 50%) entre 1850 y 1930 provenían del cantón de Valais.
Las primeras colonias suizas en las provincias de Entre Ríos y Santa Fe fueron fundadas por valesanos y otros suizos franceses de Romandía. Los suizos que se instalaron en San Carlos de Bariloche (provincia de Río Negro) y sus alrededores, habían arribado desde el Valais.
Existen centros valesanos en la ciudad de Buenos Aires, San Carlos de Bariloche (Río Negro), Córdoba, Paraná (Entre Ríos), Humboldt (Santa Fe), entre otras ciudades. La mayoría de estas organizaciones están nucleadas en torno a EVA (Entidades Valesanas Argentinas). La Asociación Valais-Argentina tiene su sede en el cantón suizo y regularmente hace visitas a las colonias suizas en Argentina. Dicha asociación fue creada en Suiza para recrear los vínculos entre los descendientes de los valesanos en Argentina y los habitantes actuales de cantón. Junto con el gobierno local y fundaciones, realiza ayudas a instituciones valesanas argentinas. También motiva viajes de intercambio cultural y pasantías.
La ciudad de Sion, capital valesana, y la ciudad enterriana de Colón están hermanadas desde 2006. Esta última ciudad fue fundada por suizos franceses desde la colonia de San José por Urquiza en 1863. Dicha ciudad también aloja el Centro de Estudios Valais Argentina, una banda musical valesana y una escuela de idioma francés adherida a la Alianza Francesa.

### Suiza alemana
Según la publicación «Familias alemanas y suizas alemanas en el Departamento Las Colonias 1869 y 1895», la mayor parte de los suizos del departamento Las Colonias de la provincia de Santa Fe provenía de la Suiza alemana.

### Tesino (Suiza italiana)
La mayor parte de los inmigrantes originarios del Cantón del Tesino llegados a Argentina se caracterizaron por la inmigración individual y urbana hasta 1880. La mayoría fueron obreros de la construcción y artesanos. También hubo localidades y colonias fundados por otros originarios de la Suiza italiana. La localidad de Ticino en la provincia de Córdoba lleva el nombre en idioma italiano del cantón del Tesino y fue fundada por dos ítalo-suizos, Ricardo Simonini y Juan Thiele. La localidad de Serodino fue fundada por Pedro Alejo Serodino, nacido en la localidad de Fusio (actual Vallemaggia), con ancestros en Ascona, ambas situadas en el Cantón del Tesino. Otros inmigrantes suizos del Tesino fueron los arquitectos Agustín y Nicolás Cánepa, quienes se dedicaron a la construcción de la Catedral de Salta y de la Antigua Iglesia y Convento de Santo Domingo, en San Miguel de Tucumán.
En la ciudad de Buenos Aires, José Ferdinando Francisco Soldati (nacido el 30 de mayo de 1864 en el cantón del Tesino y emigrado a la Argentina en los años 1880) decidió crear un pueblo al sur de la ciudad, adquiriendo una granja para ello. Debido a que Soldati procedía de Lugano y que las condiciones geográficas de las elevaciones que hoy en día se pueden observar en las calles del barrio eran muy similares a la de su ciudad natal, decidió llamar al nuevo barrio con el nombre de Villa Lugano, que fue fundado el 18 de octubre de 1908. Posteriormente, el 29 de noviembre de 1908, nació el barrio de Villa Soldati, al subdividir y vender sus tierras.

## Cultura

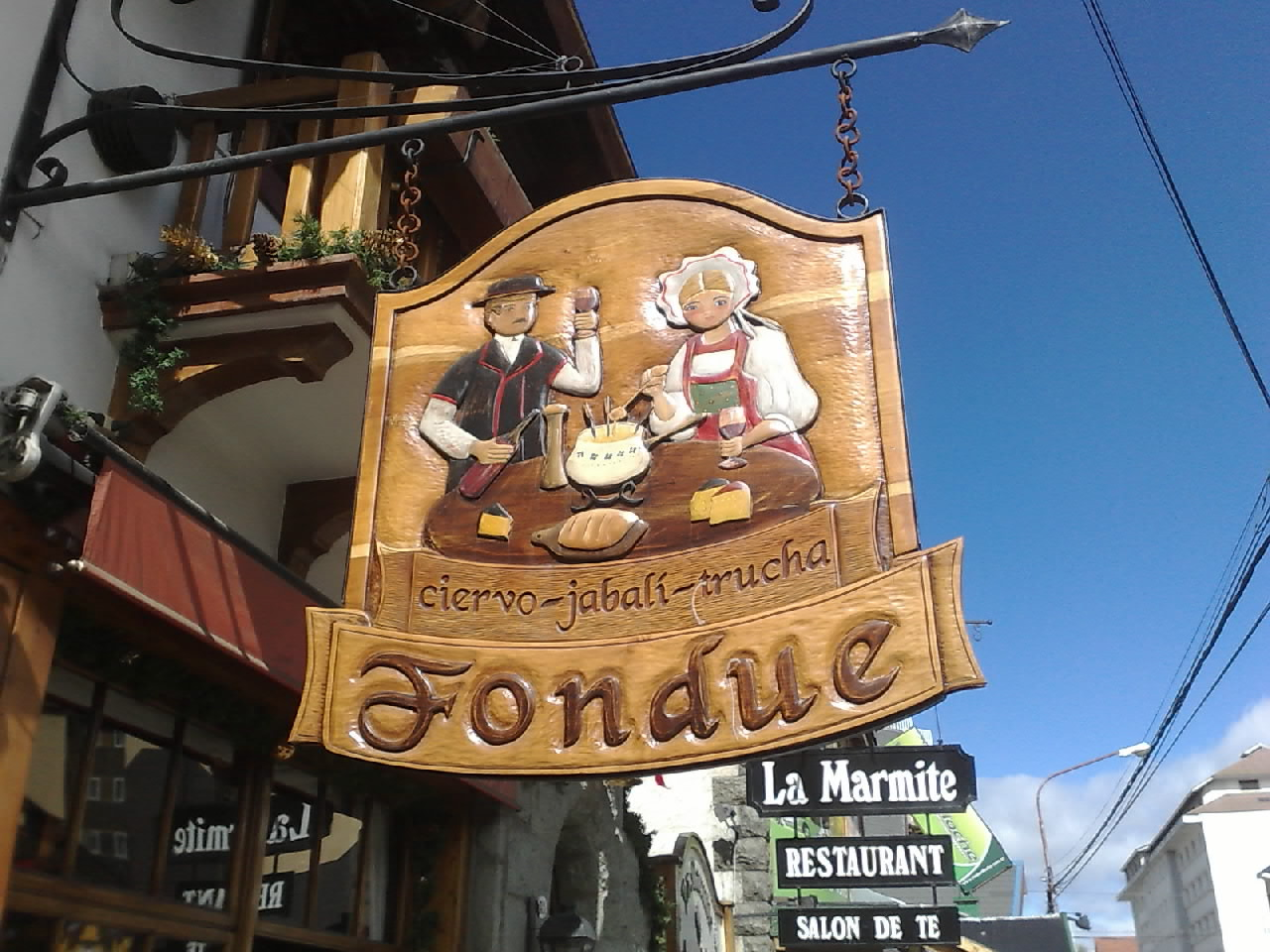
Colonia Suiza, Río Negro.

### Idioma
El alemán suizo de Argentina (Argentinien-schwyzertütsch) es el nombre que recibe un dialecto del alemánico hablado en el país. Es hablado mayoritariamente por argentinos de origen suizo y sus descendientes.
Además del alemán, otros idiomas hablados por inmigrantes suizos y/o sus descendientes son el francés y el italiano.

### Arquitectura
La localidad de Colonia Suiza, en la provincia de Río Negro, mantiene su arquitectura original de origen suizo y similar a la encontrada en el sur de Chile. Las construcciones son de entramado de madera de un piso y medio o dos pisos de altitud con techo a dos aguas y cubierta de tejas de madera o chapas de zinc. La madera utilizada generalmente es de ciprés (Austrocedrus chilensis). Algunas de las edificaciones han sido consideradas patrimonio histórico de Bariloche. La vivienda más antigua data de 1899.

### Eventos
En la localidad de Romang, provincia de Santa Fe, se lleva a cabo la Fiesta Provincial Suiza en el mes de agosto. En San Jerónimo Norte, provincia de Santa Fe, se lleva a cabo la Fiesta Nacional del Folclore Suizo anualmente en el segundo fin de semana del mes de junio. Buenos Aires posee un coro suizo.

## Personas y aportes

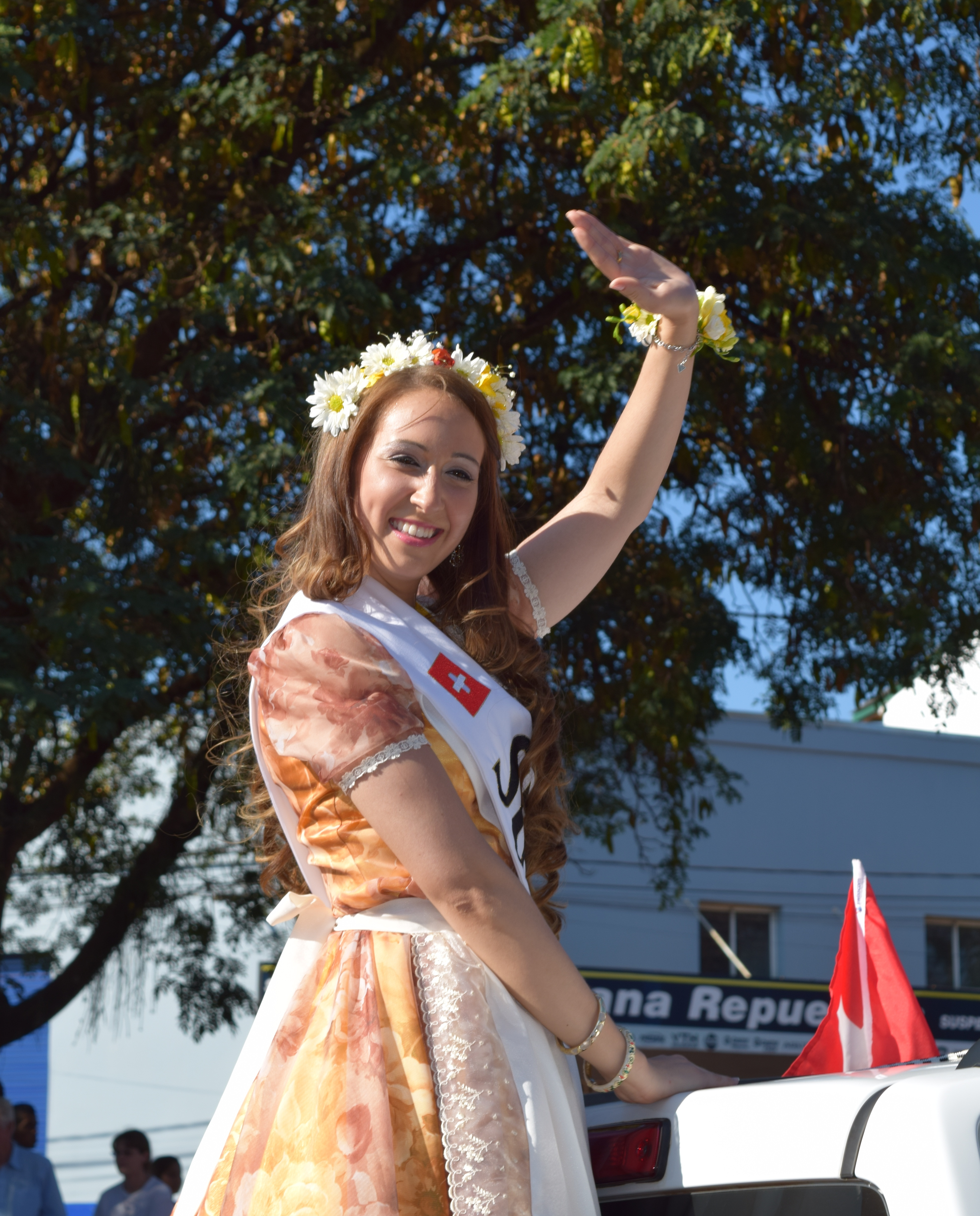
Representante de la colectividad suiza en la Fiesta del Inmigrante 2014.

Entre los suizos llegados en el siglo XIX, se destacan personas ilustres que aportaron mucho al desarrollo del país. Entre ellos el arquitecto Francisco Righetti, la escritora Alfonsina Storni, el médico Enrique Pichon-Rivière, la actriz Myriam Stefford y el aventurero Aimé Tschiffely. Asimismo, Argentina tuvo dos presidentes de ascendencia suiza, Carlos Pellegrini y Néstor Kirchner. Entre los argentinos con ascendencia suiza se encuentran el expiloto de Fórmula 1 Carlos Reutemann (1942-2021), el tenista Eduardo Schwank, la jugadora de handball Elke Karsten, el jugador de rugby Juan Imhoff, el médico y político Hermes Binner (1943-2020) y la exgobernadora de la provincia de Santa Cruz Alicia Kirchner.
Entre las familias tradicionales de las primeras colonias suizas en Santa Fe y Entre Ríos se encuentran Juan Genoud, José Cardinaux, José Liandat, Carlos Beck y Jacob Reutemann.
Félix Fernando Bernasconi era un fabricante de calzado argentino-suizo a quien Francisco Pascasio Moreno le vendió una propiedad en la zona sur de Buenos Aires. En este sitio Moreno ya había establecido una escuela de caridad. Tras la muerte de Bernasconi en 1914, la financiación adicional por parte del gobierno argentino permitió construir la escuela más grande de Buenos Aires en el momento, llamado el Instituto Bernasconi, que se inauguró en 1929.

## Organizaciones

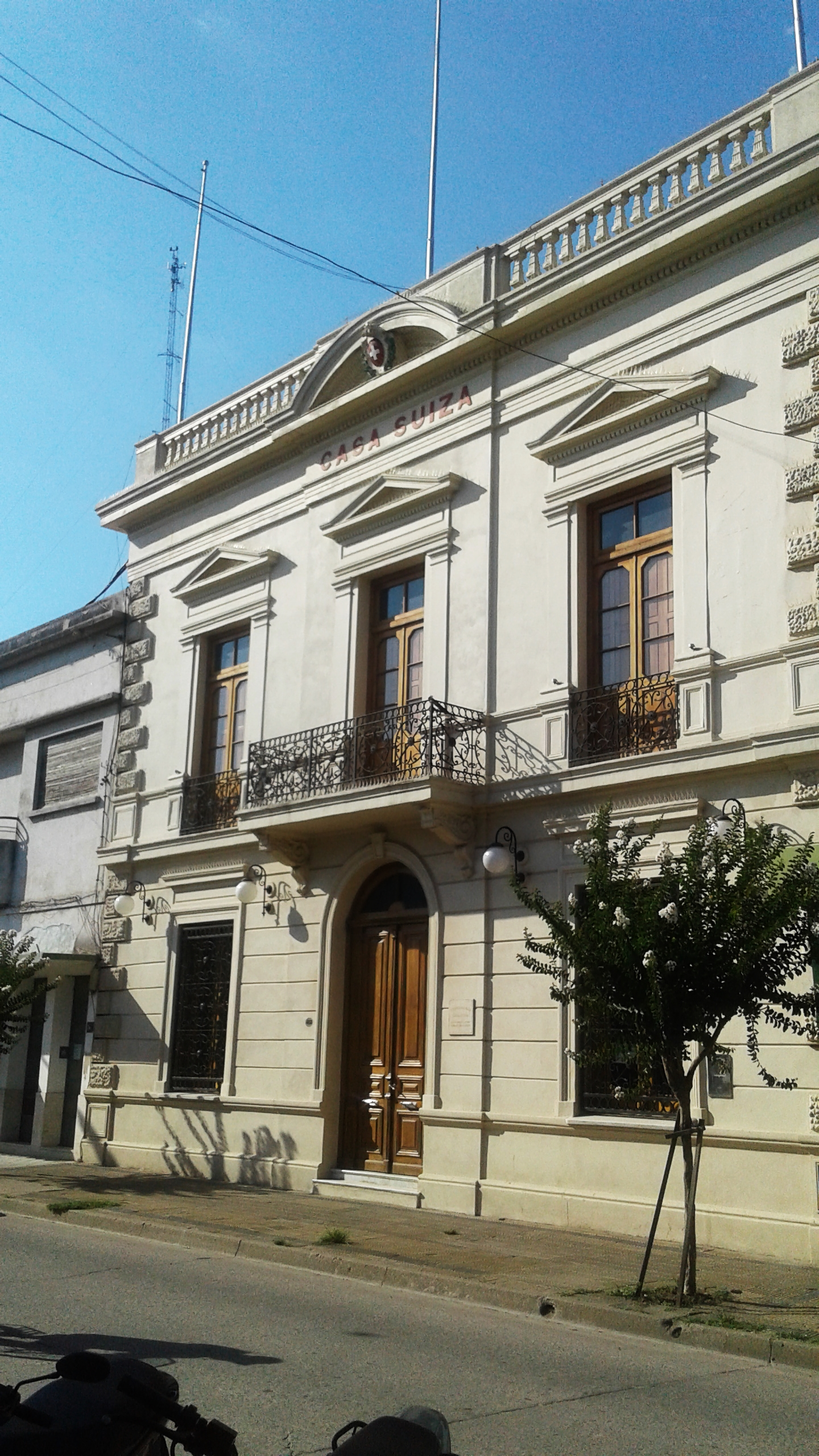
Casa Suiza de Baradero, Buenos Aires, la cual nuclea a la colectividad suiza de dicha localidad.

En Argentina existen numerosas organizaciones y asociaciones que nuclean a los suizos y sus descendientes, especialmente valesanas.
En marzo de 1935 se crea la Federación de Sociedades Suizas en la República Argentina, por iniciativa de Antonio Demarchi, que en ese entonces era cónsul suizo en Buenos Aires. Allí se decide crear organizaciones sociales suizas en varias ciudades del Cono Sur, siendo la primera la Sociedad Filantrópica Suiza de Buenos Aires. Ese mismo año en la Casa Suiza de Buenos Aires, se reúne por primera vez la denominada «Magna Asamblea Constitutiva de la Federación de Sociedades Suizas en la República Argentina», que nucleó a 22 de las 30 organizaciones suizas de Argentina en ese momento. En diciembre del mismo año aparece la revista Helvetia como boletín mensual de la federación.
Luego de años de inactividad en octubre de 2002 se lleva a cabo una reunión en la ciudad de Resistencia, provincia del Chaco, entre representantes de asociaciones suizas donde se reflota la Federación de Asociaciones Suizas de la República Argentina.
Hoy en día, existen asociaciones suizas en la Ciudad de Buenos Aires y las provincias de Buenos Aires, Córdoba, Santa Fe, Entre Ríos, Misiones, Río Negro y Chaco.

## Galería

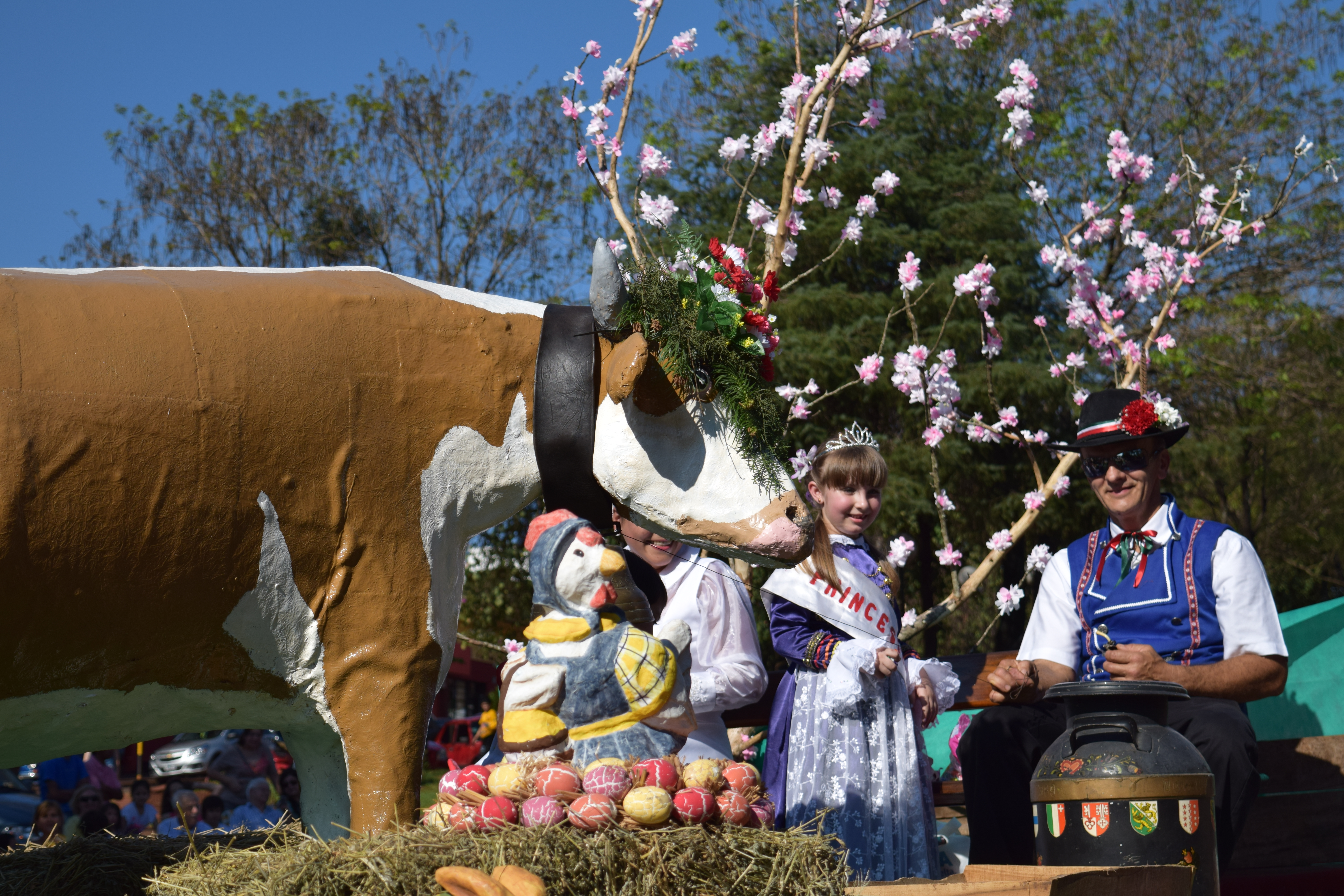
Suiza en la Fiesta del Inmigrante de 2014.
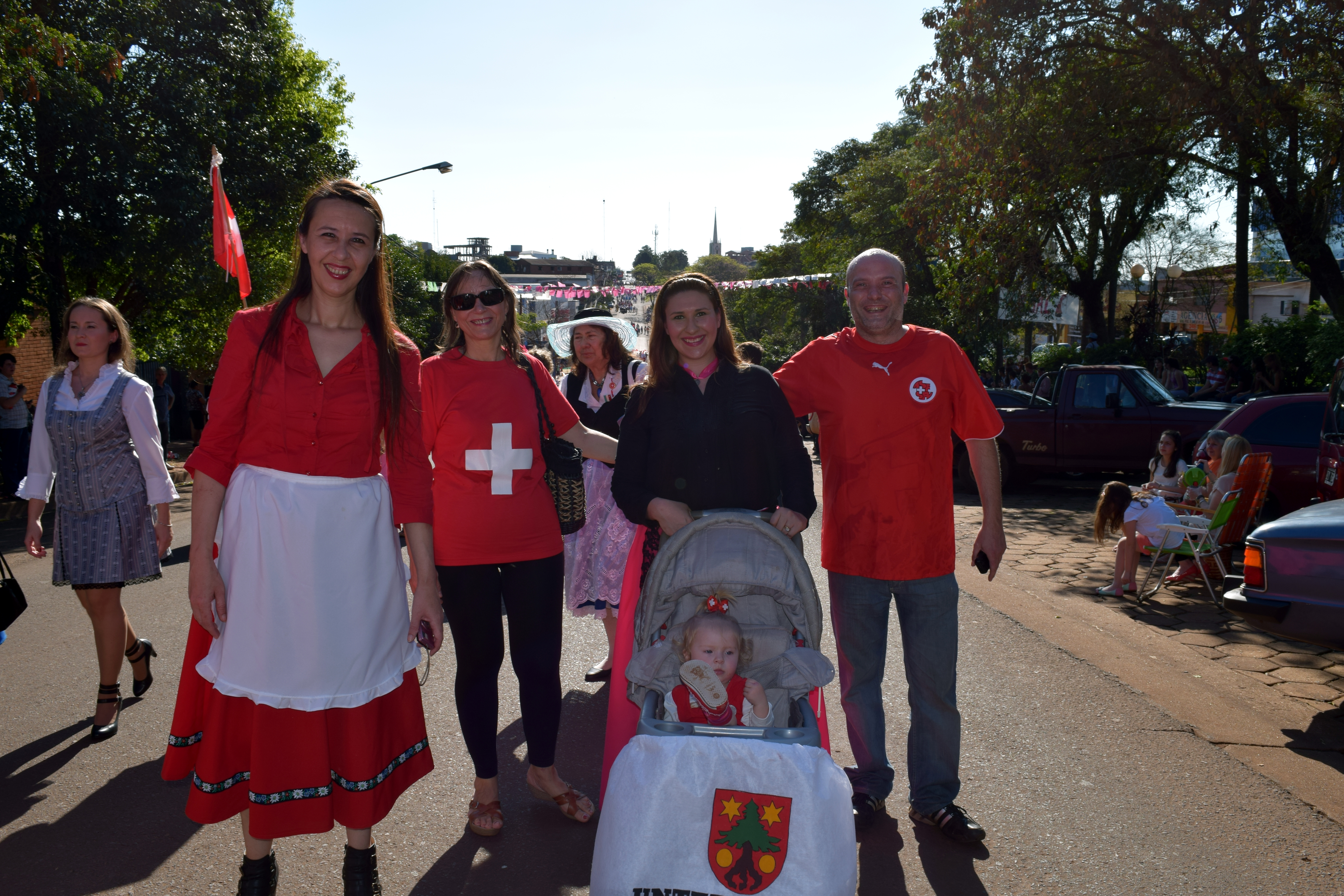
Suiza en la Fiesta del Inmigrante de 2014.
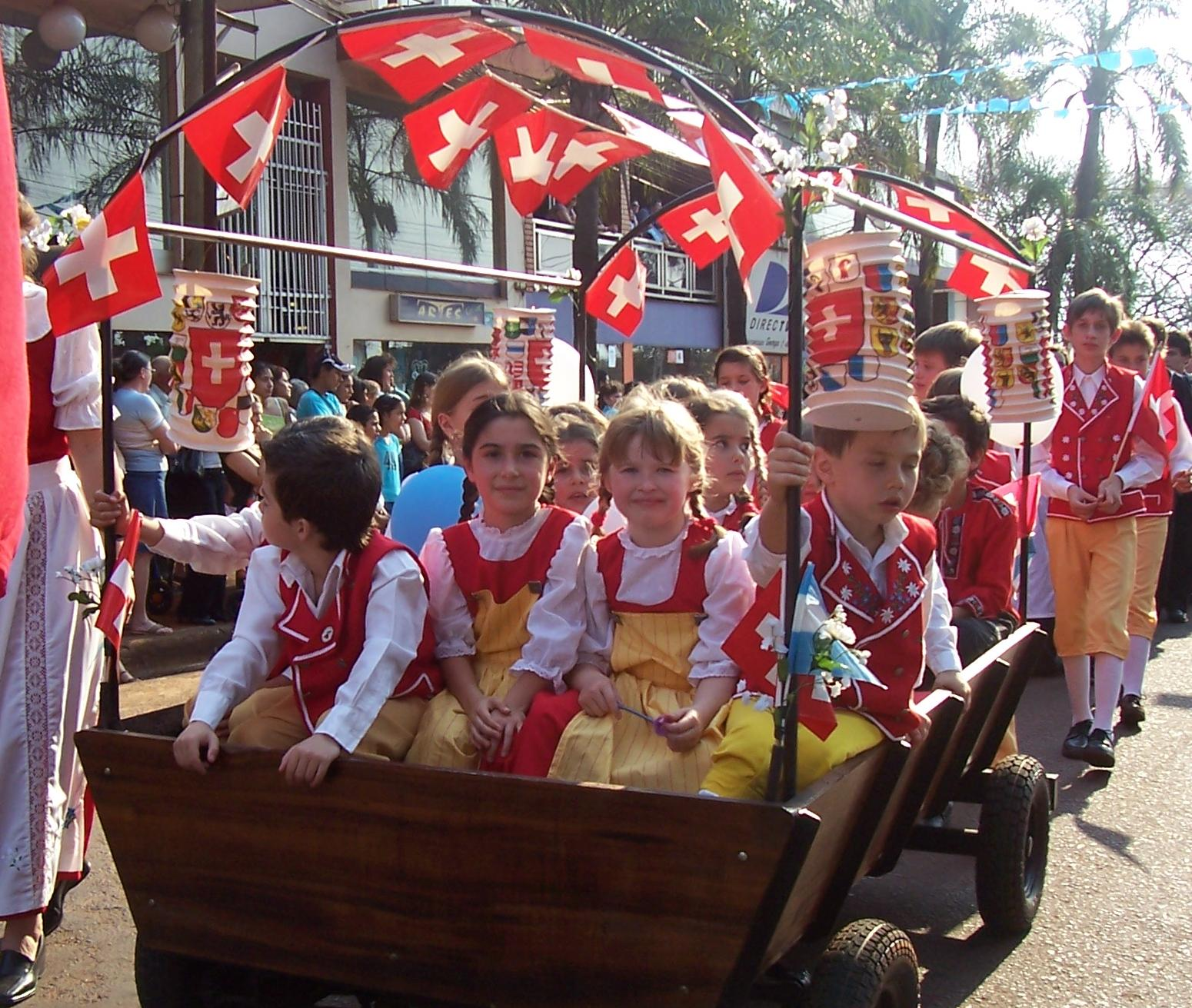
Suiza en la Fiesta del Inmigrante de 2007.
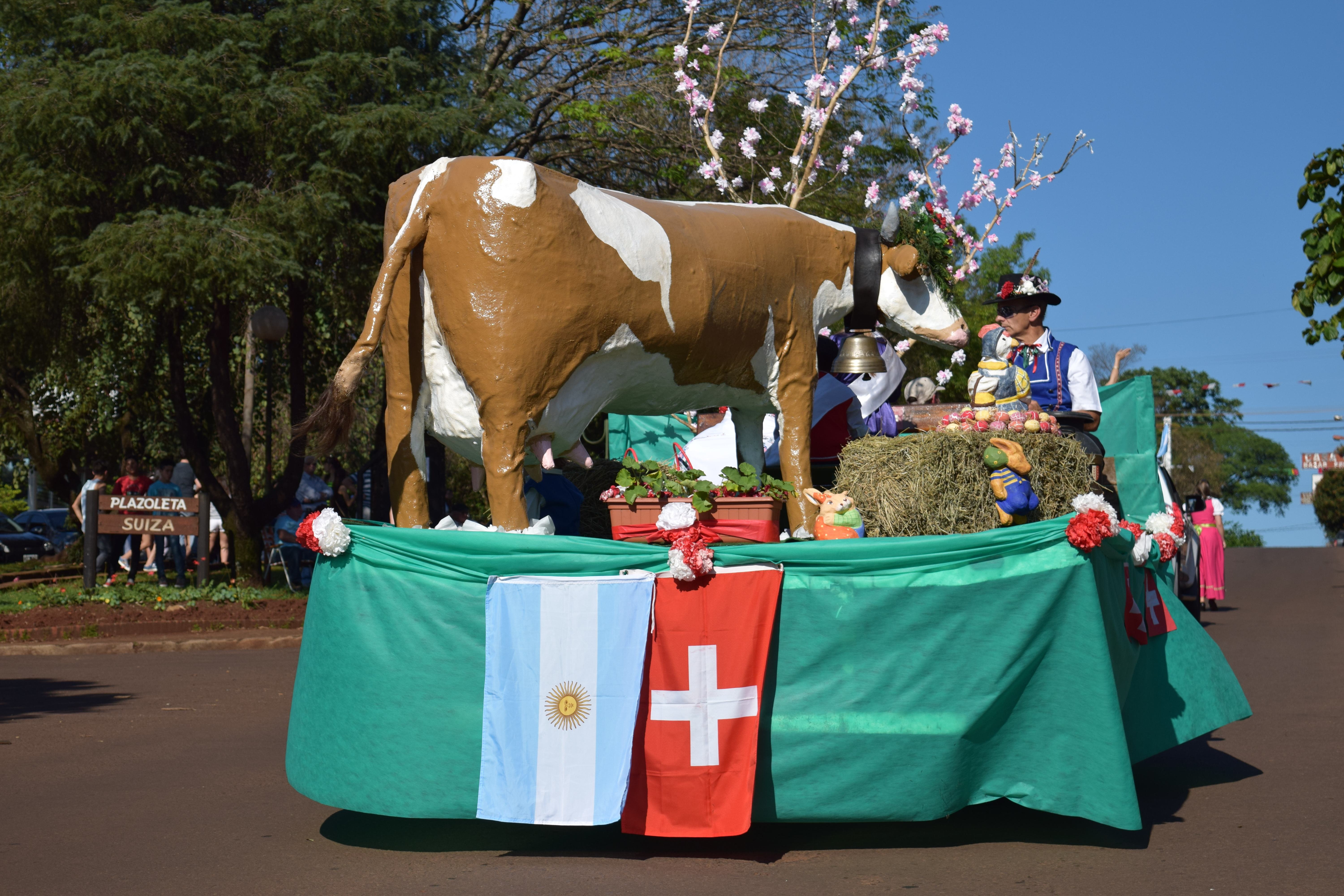
Banderas de Argentina y Suiza en la Fiesta del Inmigrante de 2014.